# Панченко, Иван Викторович
Иван Викторович Панченко (2 января 1984, Гезгалы, Дятловский район, Гродненская область, Белорусская ССР) — российский биатлонист, призёр чемпионата Европы по летнему биатлону, чемпион и призёр чемпионатов России по биатлону, чемпион мира и Европы среди юниоров. Мастер спорта России международного класса (2011).

## Биография
Выступал за ВФСО «Динамо», ШВСМ и СДЮСШОР «Центр биатлона» (Новосибирск). Первый тренер — Н. С. Соколов, также тренировался под руководством Владимира Степановича Екимукова.

### Юниорская карьера
На юниорских чемпионатах мира 2002 и 2003 года принимал участие в категории «до 19 лет». В 2002 году в Валь-Риданна лучшим результатом было восьмое место в спринте. В 2003 году в Косцелиско стал чемпионом в эстафете, несмотря на то, что зашёл на два штрафных круга, а также был шестым в индивидуальной гонке и гонке преследования.
На юниорском чемпионате мира 2004 года в От-Морьенне выступал в категории «до 21 года», лучшим результатом стало 20-е место в спринте. В 2005 году принимал участие в чемпионате Европы среди юниоров в Новосибирске, стал чемпионом в эстафете и двукратным бронзовым призёром в спринте и гонке преследования.

### Взрослая карьера
В зимнем биатлоне выступал только на российских соревнованиях. Становился чемпионом (2009, 2010) и бронзовым призёром (2013) чемпионата России в гонке патрулей, бронзовым призёром в смешанной эстафете.
Участвовал в нескольких чемпионатах мира по летнему биатлону (кросс). В 2009 году на чемпионате мира в Оберхофе стал 11-м в спринте и 18-м — в гонке преследования. В 2010 году стал бронзовым призёром летнего чемпионата Европы по кросс-биатлону в спринте и занял четвёртое место в гонке преследования. Также выигрывал медали национального чемпионата по летнему биатлону в личных видах, а в эстафете в 2007 году становился чемпионом.
В 2013 году завершил спортивную карьеру.
Окончил Новосибирский государственный педагогический университет (2007)

## Личная жизнь
Супруга — Юлия Панченко (Колесниченко), тоже профессиональная лыжница и биатлонистка, призёр юниорского чемпионата мира по лыжным гонкам, призёр чемпионата России по биатлону. Сын Кирилл.